# テレビ静岡アニメ番組一覧
テレビ静岡アニメ番組一覧（テレビしずおかアニメばんぐみいちらん）では、静岡県のフジテレビ系列局・テレビ静岡(SUT)のローカルセールス枠で現在放送中、あるいは過去に放送されていたテレビアニメ作品を取り上げる。
ただし、フジテレビ系列全国同時ネット本放送番組は一部省略する。

## 番組一覧
- ○は再放送。うち◆は終了後に何度もリピート放送される。
- ◎は他系列制作。

### 現在放送中の番組
- ◎クレバテス-魔獣の王と赤子と屍の勇者-（水曜 25:35 - 26:05）
- よふかしのうた Season2（金曜 23:30 - 24:00）※『ノイタミナ』枠

### 過去に放送された番組

#### 夕方再放送枠
月曜 - 金曜まで16:50 - 17:54までの1時間2本立ての枠。後半はヒットシリーズと称す。前半枠は夕方のドラマの再放送が拡大すると放送休止となった他、休止になる場合は「ど根性ガエル」を15分1枠に縮小して代替放送されることもあった。また、大規模な災害・事故・事件が発生した際は「スーパーニュース」（フジテレビ制作）の17時台を臨時でフルネットするため休止となることがあった。
各地方局で夕方ワイド番組が放送される中、テレビ静岡は関東独立局以外の地上波テレビ局としては珍しく平日夕方枠でのアニメ放送を盛んに行っていた。古くからこの時間帯は「キテレツ大百科」と「ちびまる子ちゃん」が交互に繰り返し放送されてきたが、2012年10月改編に伴い、金曜夕方前半枠でテレビ東京系列作品の遅れネットを開始した。一方、月曜 - 木曜の前半枠が『美食漫遊スペシャル』→『YOUどきっ!スペシャル』（2013年10月より改題）と題して「くさデカ」・「男子ごはん」・「もしもツアーズ」といったバラエティ番組の再放送や遅れネットをする枠に切り替わったことで同時間帯のアニメ枠はひとまず廃止されたが、2014年4月から木曜夕方枠で「フューチャーカード バディファイト」の放送が開始。さらに同年10月から火曜夕方に「妖怪ウォッチ」の再放送が開始され、平日夕方アニメ枠の前半部分は最終的に火・木・金の週3日体制となった。
後半枠では「ドラゴンボール改」・「まる子」（2000年以降のデジタル制作分）・「ONE PIECE(ワンピース)」の3作品をおよそ100話（2年分）ごとに切り替えて再放送しており、同一話数のループが生じないように配慮されていたが、2014年2月17日にワンピースが1話から放送されたことで2度目のループが発生した。この編成について、SUTは「放送権利の都合」と説明している。
ローカル情報・報道番組枠の新設に伴い、2015年4月改編を以て平日夕方のアニメ枠は一度完全に廃止された。なお、月曜 - 金曜夕方の「ワンピース」（再放送）、木曜夕方に放送されていた「フューチャーカード バディファイト」、金曜夕方に放送されていた「カードファイト!! ヴァンガードG」の3番組はそれぞれ別時間帯に移動し放送が継続されていたが「ワンピース」（再放送）が2017年3月20日を以て放送を終了し、「カードファイト!! ヴァンガード」シリーズの放送も「カードファイト!! ヴァンガードG Z」が2018年5月28日に最終回を迎えたことで終了した（2018年版シリーズは静岡朝日テレビで放送）。
その後、2019年7月開始の「ただいま!テレビ」内に「ただいま!アニメ」というコーナーが設けられ、同年8月末まで「トムとジェリー テイルズ」が放送された。
2021年8月10日 - 13日は通常同時ネットを行なっている「Live News イット!」第一部を臨時非ネットとして「ボンアニメ」という枠が設置され、「ちびまる子ちゃん」の再放送を行った。

##### 前半枠
- らんま1/2◆
- YAWARA!
- キテレツ大百科◆
- ゲゲゲの鬼太郎（第3期）◆
- トム・ソーヤーの冒険◆
- アルプスの少女ハイジ◆
- あらいぐまラスカル
- タッチ◆
- トムとジェリー
- ど根性ガエル
- 新・ど根性ガエル
- ガンバの冒険
- 妖怪ウォッチ
- 名探偵ホームズ

##### 後半枠
- ドラゴンボール◆
- ドラゴンボールZ◆
- ドラゴンボールGT
- ドラゴンボール改
- 幽☆遊☆白書◆
- ONE PIECE◆
- ハンター×ハンター ※OVAも放送
- デジモンアドベンチャー
- デジモンアドベンチャー02
- キャプテン翼 ※初代、Jを放送
- こちら葛飾区亀有公園前派出所◆
- ちびまる子ちゃん◆
- トムとジェリー テイルズ

他多数

#### 金曜夕方枠
金曜日のみ、フジテレビやテレビ東京系の番組を時差ネットで放送。2001年以降からは次回予告がカットされている。
- 爆走兄弟レッツ&ゴー!! ※当初は15:54からの放送だった。
- 赤ずきんチャチャ ※途中打ち切り[要出典]
- 愛天使伝説ウェディングピーチ
- しましまとらのしまじろう ※1995年10月に土曜朝8時から移動→1996年頃、静岡朝日テレビに放送が移行。
- 蒼き伝説シュート!
- 空想科学世界ガリバーボーイ
- ゲゲゲの鬼太郎（第4期）
- ひみつのアッコちゃん（第3期）※途中から日曜早朝に移動（キー局同時ネット化）
- ビーストウォーズネオ 超生命体トランスフォーマー
- ビーストウォーズメタルス 超生命体トランスフォーマー
- トランスフォーマー カーロボット
- 超ロボット生命体トランスフォーマー マイクロン伝説
- トランスフォーマー スーパーリンク
- トランスフォーマー ギャラクシーフォース
- ドラゴンリーグ ※後半は早朝に移動
- 烈火の炎 ※ローカル枠移動後
- キャプテン翼J ※ローカル枠移動後
- のだめカンタービレ
- BLEACH ※途中打ち切り
- カードファイト!! ヴァンガード ※2011年内は水曜夕方（1月 - 9月）→木曜夕方（10月 - 12月）に放送されていた。
- カードファイト!! ヴァンガード アジアサーキット編
- カードファイト!! ヴァンガード リンクジョーカー編
- カードファイト!! ヴァンガード レギオンメイト編
- カードファイト!! ヴァンガードG ※途中から月曜深夜に移動

#### 土曜夕方枠
- SPY×FAMILY (Season 2)

#### 平日早朝枠
90年代に放送していた枠。『めざましテレビ』拡大に伴い廃止された。
- 七つの海のティコ
- 少年アシベ
- ハクション大魔王

#### 土日早朝枠
- 東京ミュウミュウ
- 発明BOYカニパン
- 超発明BOYカニパン
- 宇宙海賊ミトの大冒険 ※第2期は未放送
- ビーストウォーズ 超生命体トランスフォーマー
- ビーストウォーズII 超生命体トランスフォーマー ※途中から金曜夕方に枠移動
- デ・ジ・キャラットにょ ※途中打ち切り。最後の1か月のみ深夜放送
- アイシールド21
- BLUE DRAGON ※第2期は未放送
- メタルファイト ベイブレード
- メタルファイト ベイブレード 爆
- メタルファイト ベイブレード 4D
- メタルファイト ベイブレード ZEROG
- イナズマイレブン ※イナズマイレブンGOシリーズは未放送
- イナズマイレブン アレスの天秤
- イナズマイレブン オリオンの刻印 ※途中打ち切り
- クロスファイト ビーダマン
- クロスファイト ビーダマンeS ※途中打ち切り
- たまごっち! ゆめキラドリーム
- たまごっち! みらくるフレンズ
- GO-GO たまごっち!
- たまごっち! たまともだいしゅーGO
- ダンボール戦機W ※第1期は静岡朝日テレビで放送
- ダンボール戦機WARS
- パブー&モジーズ
- 妖怪ウォッチ ※途中打ち切り
- かみさまみならい ヒミツのここたま
- キラキラハッピー★ ひらけ!ここたま
- トムとジェリー テイルズ
- ポチっと発明 ピカちんキット ※第61話から放送
- アイカツプラネット!
- トムとジェリー傑作選
- 平家物語
- BLEACH 千年血戦篇-訣別譚-
- BLEACH 千年血戦篇-相剋譚-

#### 土曜朝9時55分枠
- フューチャーカード バディファイト ※2014年4月 - 2015年3月まで木曜夕方に放送されていた。
- フューチャーカード バディファイト100 ※最終話のみ日曜 8:30 - 9:00に放送

#### 日曜朝8時30分枠
- フューチャーカード バディファイトDDD
- フューチャーカード バディファイトX
- フューチャーカード バディファイトX オールスターファイト
- フューチャーカード 神バディファイト ※途中打ち切り。第41話以降は日曜 5:30 - 6:00に放送
- BLEACH 千年血戦篇

#### 日曜朝9時30分枠
- カウボーイビバップ ※テレビ東京バージョン
- ナースエンジェルりりかSOS
- こどものおもちゃ
- ハンター×ハンター
- 花さか天使テンテンくん ※キー局同時だったがくさデカ開始に伴い枠移動
- フォルツァ!ひでまる
- 剣勇伝説YAIBA

#### 深夜アニメ・UHFアニメ枠
- ホイッスル!
- 銀牙伝説WEED
- 吉宗
- 新釈 眞田十勇士
- らき☆すた
- くるねこ
- 銀河機攻隊 マジェスティックプリンス
- 信長協奏曲
- 暗殺教室
- カードファイト!! ヴァンガードG ギアースクライシス編
- 暗殺教室（第2期）
- カードファイト!! ヴァンガードG ストライドゲート編
- ちょびっとづかん ※情報番組「Japan in Motion」内で放送
- カードファイト!! ヴァンガードG NEXT
- カードファイト!! ヴァンガードG Z
- 俺たちゃ妖怪人間
- 妖怪人間ベム -HUMANOID MONSTER BEM-
- 俺たちゃ妖怪人間G
- BEM
- ビルディバイド -＃000000-
- SPY×FAMILY
- ビルディバイド -＃FFFFFF-
- シュート!Goal to the Future
- 異修羅
- オーバーロード
- 時々ボソッとロシア語でデレる隣のアーリャさん
- 歴史に残る悪女になるぞ
- 異修羅（第2期）
- 紫雲寺家の子供たち

##### ノイタミナ枠
- UN-GO
- テルマエ・ロマエ
- ブラック★ロックシューター
- ギルティクラウン
- 坂道のアポロン
- つり球
- もやしもんリターンズ ※第1期は未放送
- 夏雪ランデブー
- PSYCHO-PASS サイコパス
- ロボティクス・ノーツ
- 刀語
- 銀の匙 Silver Spoon
- あの日見た花の名前を僕達はまだ知らない
- ガリレイドンナ
- 銀の匙 Silver Spoon（第2期）
- サムライフラメンコ
- ピンポン THE ANIMATION
- 龍ヶ嬢七々々の埋蔵金
- PSYCHO-PASS サイコパス 新編集版
- 残響のテロル
- PSYCHO-PASS サイコパス 2
- 四月は君の嘘
- 冴えない彼女の育てかた
- パンチライン
- 乱歩奇譚 Game of Laplace
- すべてがFになる THE PERFECT INSIDER
- 僕だけがいない街
- 甲鉄城のカバネリ
- バッテリー
- 舟を編む
- クズの本懐
- 冴えない彼女の育てかた♭
- DIVE!!
- いぬやしき
- 恋は雨上がりのように
- ヲタクに恋は難しい
- BANANA FISH
- 約束のネバーランド
- さらざんまい
- ギヴン
- PSYCHO-PASS サイコパス 3
- うちタマ?! 〜うちのタマ知りませんか?〜
- 富豪刑事 Balance:UNLIMITED
- 2.43 清陰高校男子バレー部
- 約束のネバーランド（第2期）
- バクテン!!
- 平穏世代の韋駄天達
- 王様ランキング
- 四畳半神話大系
- よふかしのうた
- うる星やつら
- 王様ランキング 勇気の宝箱
- るろうに剣心 -明治剣客浪漫譚- 序幕東京
- うる星やつら (第2期)
- 先輩はおとこのこ
- るろうに剣心 -明治剣客浪漫譚- 京都動乱
- 謎解きはディナーのあとで

### むにゃむにゃアニメランド
1990年代に深夜に放送されていた枠。主に1980年代アニメを放送していた。
- 機動戦士ガンダム
- あしたのジョー
- 未来少年コナン
- はいからさんが通る
- バビル2世
- 妖怪人間ベム
- サイボーグ009（新）
- 新世紀エヴァンゲリオン
- 銀河英雄伝説

### アニメ☆レジェンド
2010年より深夜に放送されていた枠の名称。過去作品を放送していた。
- いなかっぺ大将
- 機動戦士ガンダム
- ハクション大魔王
- 超時空要塞マクロス
- はじめ人間ギャートルズ
- 元祖天才バカボン

### 夏休みアニメスペシャル
毎年夏休み期間に放送されていた枠。通常放送されているレギュラー番組は休止となった。2009年度を以て終了。
- Dr.スランプ アラレちゃん（1980年代 - 2000年）
- スレイヤーズNEXT（1996年、映画公開に合わせて前半のみ放送。後に金曜早朝で後半を放送）
- ハンター×ハンター（2001年）
- デジモンテイマーズ（2002年）
- 幽☆遊☆白書（2003年）
- こちら葛飾区亀有公園前派出所（2004年）
- キャプテン翼J（2005年、2008年）
- ドラゴンクエスト（2006年）
- タッチ（2007年）
- 学校の怪談（2009年）